# Carla Cassola
Carla Cassola (* 15. Dezember 1947 in Messina; † 24. Juli 2022) war eine italienische Schauspielerin.

## Leben
Cassola widmete ihr Schaffen in erster Linie dem Theater. Dort spielte die temperamentvolle und gebildete Darstellerin, die zunächst Gesang, Klavier- und Gitarrenspiel studiert hatte, häufig unter Aldo Pugliese, Giorgio Albertazzi und Roberto Guicciardino. Sie trat aber auch (nach einem frühen Start 1967 intensiv erst zwanzig Jahre später beginnend) in insgesamt fast fünfzig Film- und Fernsehproduktionen auf; am bekanntesten darunter sind ihre Rollen in Horrorfilmen von Regisseuren wie Lucio Fulci und Michele Soavi. Daneben war sie auch als Synchronsprecherin aktiv; in diesem Bereich ihrer Arbeit erhielt sie 1993 ein Silbernes Band für ihre Leistung in der italienischen Version von Tilda, in der sie Tilda Swinton ihre Stimme lieh. Cassola spielte in einigen europäischen Ländern und lehrte Schauspiel an der Bottega dell’Arte, dem Centre Universitaire de Nancy und dem Labortheater in Mechelen.
Cassola versuchte sich auch auf vielen anderen Gebieten künstlerischen Schaffens; als Regisseurin, Komponistin, beim Tanz (als Mitglied der Compagnia del Balletto von Peter Van Der Sloot) und als Sängerin. Als solche führten sie Tourneen nach Kanada, in die Vereinigten Staaten, nach Tunesien und Frankreich.

## Filmografie (Auswahl)
- 1967: Von Mann zu Mann (Da uomo a uomo)
- 1970: I cannibali
- 1975: Nobody ist der Größte (Un genio, due compari, un pollo)
- 1989: Die Uhr des Grauens (La casa nel tempo)
- 1990: Captain America
- 1990: Demonia
- 1991: The Sect (La setta)
- 1991: Verliebt in die Gefahr (Year of the Gun)
- 1992: Wendekreis der Angst (Alibi perfetto)
- 1993: Einmal dein Lachen hören (Dove siete? Io sono qui)
- 2012: Mai per amore (Fernseh-Miniserie)
- 2019: Diener der Dunkelheit (L’uomo del labirinto)